# دانييل هاريس
دانييل هاريس (بالإنجليزية: Danneel Harris)‏ مواليد 18 مارس 1979 في لافايت، لويزيانا، الولايات المتحدة، هي ممثلة وعارضة أزياء أمريكية بدأت مسيرتها الفنية عام 2002.

## الأعمال
- معاطف المدينة
- حياة واحدة للعيش
- روزان
- بوي ميتس ورلد
- إي آر
- المسحورات
- عائلة ثورنبيري
- سايك
- سايك

## روابط خارجية
- دانييل هاريس على موقع IMDb (الإنجليزية)
- دانييل هاريس على موقع ميتاكريتيك (الإنجليزية)
- دانييل هاريس على موقع روتن توميتوز (الإنجليزية)
- دانييل هاريس على موقع ألو سيني (الفرنسية)
- دانييل هاريس على موقع تيرنر كلاسيك موفيز (الإنجليزية)
- دانييل هاريس على موقع أول موفي (الإنجليزية)
- دانييل هاريس على موقع إن إن دي بي (الإنجليزية)
- دانييل هاريس على موقع قاعدة بيانات الفيلم (الإنجليزية)
- دانييل هاريس على موقع كينوبويسك (الروسية)